# Сквер имени 1-го Пионерского слёта (Ростов-на-Дону)
Сквер имени 1-го Пионерского слёта — зелёный массив, часть которого расположена в Октябрьском районе, часть — в Ленинском районе города Ростова-на-Дону (границей районов служит переулок Островского, пролегающий перпендикулярно скверу).

## История
Раньше этот сквер именовался садом им. 1-го Пионерского слёта. Со временем его территория пришла в упадок.
На протяжении 2013 года в сквере имени 1-го Пионерского слёта планировали выполнить ремонт тротуарного покрытия. Планировалось произвести разбивку цветников и ремонт насосной группы фонтана «Витязь». Для приведения сквера в лучшее состояние необходимо восстановить участки поливочного водопровода, которые в этом нуждались.

Памятник героям Первой мировой войны

Летом 2014 года стало известно о том, что на пересечении улиц Красноармейской и переулка Халтуринского, в западной части сквера будет установлен памятник героям Первой мировой войны. Организационные и финансовые расходы, связанные с проведением этого мероприятия, покрывает Торгово-промышленная палата Ростовской области. На рассмотрение было представлено три варианта памятника героям войны, среди них был выбран самый лучший.
Осенью 2016 года в сквере началась вырубка деревьев.
9 мая 2020 года в сквере 1-го Пионерского слета по инициативе сотрудников ФСБ был установлен памятник легендарному советскому разведчику Петру Прядко.